# Chumpol Seekhiao
Chumpol Seekhiao (thailändisch ชุมพล สีเขียว; * 16. März 1993), auch als Benz bekannt, ist ein thailändischer Fußballspieler.

## Karriere
Chumpol Seekhiao spielte bis 2013 beim damaligen Drittligisten Samut Prakan FC in Samut Prakan. 2014 spielte er beim RBAC FC, einem Verein, der ebenfalls in der dritten Liga spielte. Von 2015 bis 2016 stand er bei Raj-Pracha FC in Bangkok unter Vertrag. 2016 spielte Raj-Pracha in der Regional League Division 2, Region Bangkok/East. Nach der Ligareform 2017 spielt der Club in der Thai League 3, in der Lower Region. 2019 absolvierte er für den Club 25 Drittligaspiele. 2020 wurde er vom Zweitligisten Kasetsart FC aus der Hauptstadt unter Vertrag genommen. Sein Zweitligadebüt gab er am 23. Februar 2020 beim 5:0-Erfolg gegen den Samut Sakhon FC. Hier wurde er in 76. Minute für Sompong Soleb eingewechselt. Mitte des Jahres wechselte er zum Drittligisten Raj-Pracha FC. Mit dem Hauptstadtverein spielte er in der Western Region der Liga. Im Januar 2021 unterschrieb er einen Vertrag beim Chainat United FC. Für den Verein aus Chainat, der ebenfalls in der Western Region spielte, bestritt er 37 Ligaspiele. Zu Beginn der Saison 2023/24 unterschrieb er einen Vertrag beim Ligakonkurrenten Lopburi City FC. Für den Verein aus Lop Buri bestritt er 17 Ligaspiele. Nach einer Spielzeit wechselte er im Sommer 2024 zum ebenfalls in der Western Region spielenden Nonthaburi United FC.